# Riserva naturale Piscina della Gattuccia
La riserva naturale Piscina della Gattuccia è un'area naturale protetta istituita nel 1971.
Occupa una superficie di 46 ha nella provincia di Latina. all'interno del Parco nazionale del Circeo.